# Predanovci
Predanovci este o localitate din comuna Puconci, Slovenia, cu o populație de 189 de locuitori.